# 長善寺 (杉並区)
長善寺（ちょうぜんじ）は、東京都杉並区にある日蓮宗の寺院。

## 概要
1590年（天正18年）、円立院日義によって開山された。元々は「実蔵坊」という名称で、江戸谷中（現・東京都台東区谷中）に位置していた。その後、二世日行の時に「長善寺」に改称し、五世日成の時に谷中本町（現・荒川区東日暮里）に移転した。
1926年（大正15年）、線路拡張工事のため、現在地に移転した。

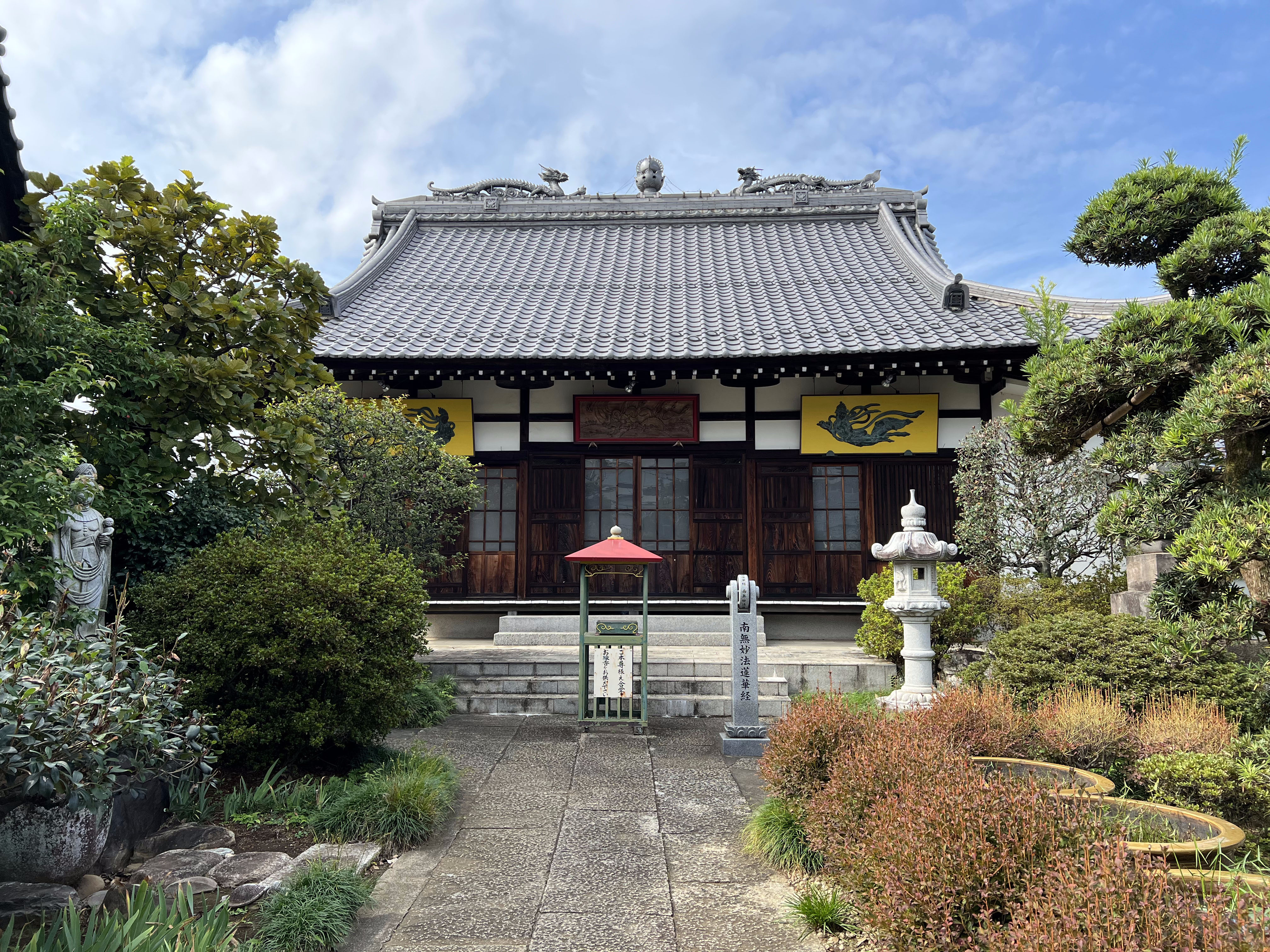
本堂
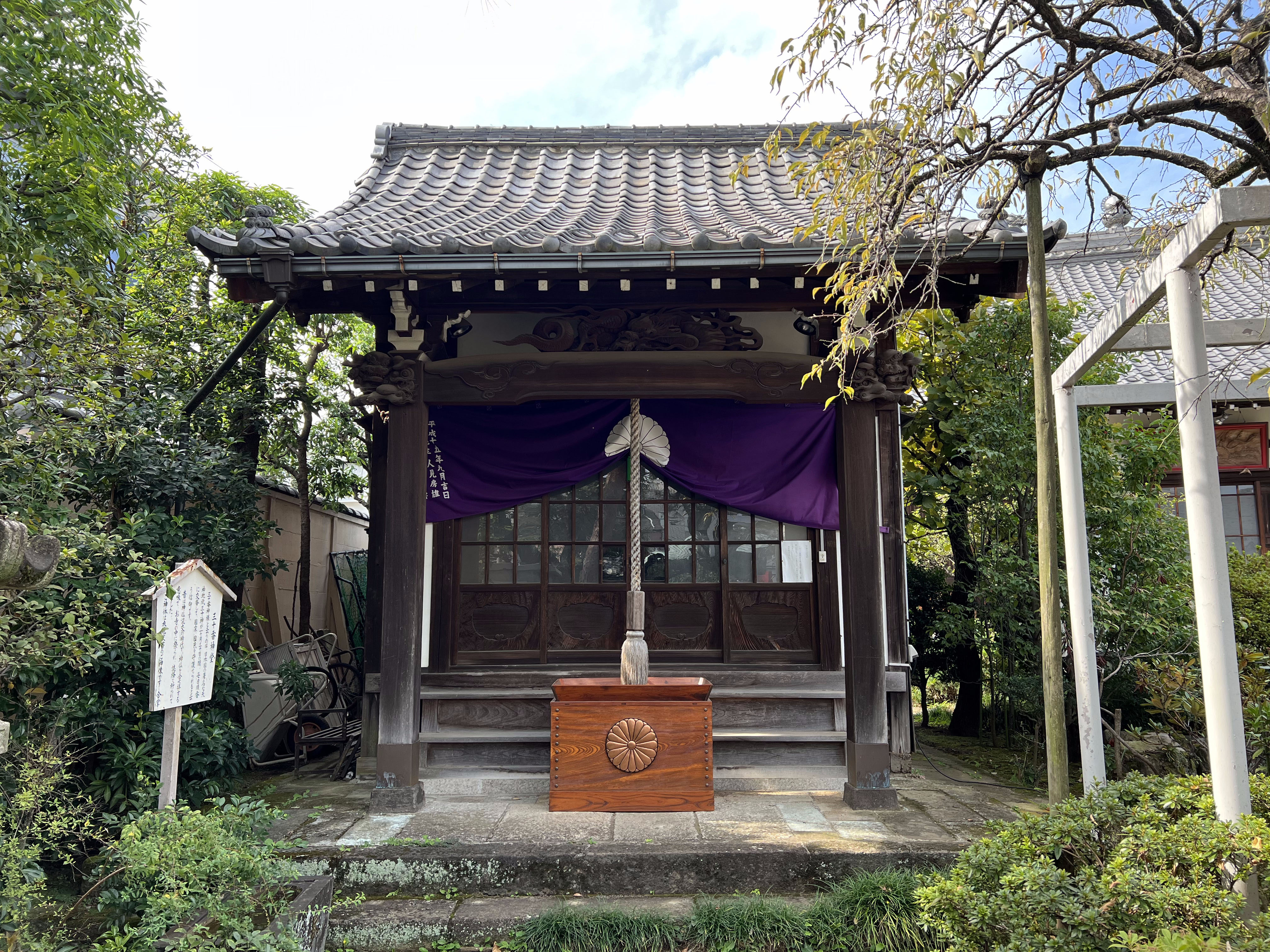
三十番神堂

## 境内
- 三十番神堂

法華経を守護する三十番神が全て揃っている。

## 墓所
- 家城源七（鍛金打物師）

## 交通アクセス
- 地下鉄丸ノ内線新高円寺駅より徒歩8分。
- 中央線快速・高円寺駅より徒歩10分